# 1990 QE7
1990 QE7 är en asteroid i huvudbältet som upptäcktes den 20 augusti 1990 av den belgiske astronomen Eric W. Elst vid La Silla-observatoriet.
Asteroiden har en diameter på ungefär 4 kilometer.